# No Man's Heath, Cheshire
No Man's Heath är en by i civil parish No Man's Heath and District, i distriktet Cheshire West and Chester, i grevskapet Cheshire, i England. Byn är belägen 21 km från Chester. Byn hade 725 invånare år 2021.